# FMA I.Ae 37
FMA I.Ae 37 – prototypowy argentyński samolot myśliwski (projekt powstał w 1954 roku a zarzucono go w 1960), średniopłat o skrzydłach skośnych (kąt 63,5°). Konstrukcja metalowa. Posiadał kabinę ciśnieniową oraz trójkątne podwozie chowane.